# Kerk van Alstahaug
De kerk van Alstahaug is een middeleeuwse kerk gelegen op het eiland Alsten in de gemeente Alstahaug in Noorwegen. De kerk is vooral verbonden met de theoloog en dichter Petter Dass die van 1689 tot zijn dood in 1707 de gemeente in deze kerk leidde. Van 1804 tot 1828 was de kerk de eerste kathedraal van het bisdom Nordland en Finnmark.
De oude pastorie van de kerk maakt deel uit van het Petter Dass Museum.